# Maki (bande dessinée)
Pour les articles homonymes, voir Maki.
Maki est une série de bande dessinée humoristique française de Fabrice Tarrin créée dans le journal Spirou no 3661.

## Synopsis
Maki est une bande dessinée d'animaux anthropomorphes. Sous son apparence de lémurien, l'antihéros Maki est un garçon ordinaire, mal à l'aise à son entrée dans l'adolescence. 

## Historique
Le lémurien apparaît d'abord dans Spirou sous forme d'histoires courtes en 2008. Au cours de l'année, il prend le nom de Maki. L'année suivante, sa première longue aventure est publiée sur plus de 20 numéros du journal.
Il existe en fait une frontière floue entre Le lémurien et Maki. Le lémurien est un avatar de Fabrice Tarrin, sous lequel il se représente dans les bande dessines portant sur sa propre vie : Journal intime d'un lémurien (2008), et l'autofiction Charlotte Gainsbourg mon amour (2010). De même les albums Le parcours d'un puceau et Sexe, amour et déconfiture utilisent à nouveau l'apparence de lémurien pour le héros, mais sans le nommer Maki.
Les aventures de Maki sont également inspirées de la propre vie de Fabrice Tarrin, mais parce qu'il s'agit d'un personnage distinct de lui, l'auteur se donne plus de libertés.

## Personnages
- Maki : lémurien de 14 ans, aussi mal à l'aise avec les garçons plus forts ou sûrs d'eux que lui qu'avec les filles. Il est également pouvu d'une famille embarrassante.
- Alice : une sorte de biche, petite amie de Maki qu'il rencontre en colonie. Ils se disputent et se séparent souvent, notamment quand Maki a dénoncé une des Racailles de la colonie.

## Publication

### Albums
Édition Dupuis
1. Un lémurien en colo (2010)
2. Bravo la famille (2011)

### Revues
La série est publiée dans le journal Spirou de 2008 à 2011. D'une part les histoires des albums, mais aussi des histoires courtes. Maki est même plusieurs fois en couverture du journal.